# Dihidrodipikolinatna sintaza
Dihidrodipikolinatna sintaza (EC 4.2.1.52, dihidropikolinatna sintetaza, dihidrodipikolinsko kiselinska sintaza, L-aspartat-4-semialdehidna hidrolijaza (dodaje piruvat i ciklizuje)) je enzim sa sistematskim imenom L-aspartat-4-semialdehid hidrolijaza (dodaje piruvat i vrši ciklizaciju; formira (S)-2,3-dihidropiridin-2,6-dikarboksilat). Ovaj enzim katalizuje sledeću hemijsku reakciju
-aspartat 4-semialdehid + piruvat {\displaystyle \rightleftharpoons } ()-2,3-dihidropiridin-2,6-dikarboksilat + 2H2O

## Literatura
- Nicholas C. Price; Lewis Stevens (1999). Fundamentals of Enzymology: The Cell and Molecular Biology of Catalytic Proteins (Third изд.). USA: Oxford University Press. ISBN 019850229X.
- Eric J. Toone (2006). Advances in Enzymology and Related Areas of Molecular Biology, Protein Evolution (Volume 75 изд.). Wiley-Interscience. ISBN 0471205036.
- Branden C; Tooze J. Introduction to Protein Structure. New York, NY: Garland Publishing. ISBN 0-8153-2305-0.
- Irwin H. Segel. Enzyme Kinetics: Behavior and Analysis of Rapid Equilibrium and Steady-State Enzyme Systems (Book 44 изд.). Wiley Classics Library. ISBN 0471303097.

## Spoljašnje veze
- Dihydrodipicolinate+synthase на 